# Urugwaj na Letnich Igrzyskach Olimpijskich 1964
Urugwaj na Letnich Igrzyskach Olimpijskich 1964 reprezentowało 23 zawodników (sami mężczyźni). Był to 9 start reprezentacji Urugwaju na letnich igrzyskach olimpijskich.
Reprezentant tego kraju Washington Rodríguez zdobył pierwszy i jak dotąd jedyny medal w boksie dla swojego kraju na igrzyskach. Najmłodszym zawodnikiem był Jorge Maya (20 lat i 160 dni), a najstarszym Ricardo Vázquez (32 lata i 28 dni).

## Zdobyte medale
| Medal | Zawodnik             | Dyscyplina | Konkurencja           |
| ----- | -------------------- | ---------- | --------------------- |
| Brąz  | Washington Rodríguez | Boks       | waga kogucia do 54 kg |

## Skład kadry

### Boks

#### Mężczyźni
| Zawodnik                    | Konkurencja           | 1/16 finału                               | 1/8 finału                                | Ćwierćfinały                             | Półfinały                                     | Finał            | Pozycja | Źródło |
| Zawodnik                    | Konkurencja           | Przeciwnik Wynik                          | Przeciwnik Wynik                          | Przeciwnik Wynik                         | Przeciwnik Wynik                              | Przeciwnik Wynik | Pozycja | Źródło |
| --------------------------- | --------------------- | ----------------------------------------- | ----------------------------------------- | ---------------------------------------- | --------------------------------------------- | ---------------- | ------- | ------ |
| Washington Rodríguez Medina | Waga kogucia do 54 kg | E. Sam An Wygrana - decyzja sędziów (5-0) | J. Šlajs Wygrana - KO w 3. rundzie (2:10) | K. Young Wygrana - decyzja sędziów (4-1) | Takao Sakurai Porażka - decyzja sędziów (0-5) | NQ               | brąz    | [ 3 ]  |

### Kolarstwo

#### Mężczyźni

##### Konkurencje szosowe
| Zawodnik                                                             | Konkurencja                             | Czas       | Pozycja | Źródło |
| -------------------------------------------------------------------- | --------------------------------------- | ---------- | ------- | ------ |
| Ricardo Vázquez Gómez                                                | Wyścig indywidualny ze startu wspólnego | 4:39:51.78 | 45.     | [ 4 ]  |
| Francisco Pérez                                                      | Wyścig indywidualny ze startu wspólnego | 4:39:51.78 | 48.     | [ 4 ]  |
| Vid Cencic                                                           | Wyścig indywidualny ze startu wspólnego | 4:39:51.82 | 64.     | [ 4 ]  |
| Wilde Baridón Ricca                                                  | Wyścig indywidualny ze startu wspólnego | 5:01:50    | 102.    | [ 4 ]  |
| Ricardo Vázquez Gómez Francisco Pérez Vid Cencic Wilde Baridón Ricca | Jazda drużynowa na czas                 | 2:31:36.74 | 10.     | [ 5 ]  |

##### Konkurencje torowe
| Zawodnik            | Konkurencja  | Czas    | Pozycja | Źródło |
| ------------------- | ------------ | ------- | ------- | ------ |
| Oscar Almada Correa | 1 km na czas | 1:17.17 | 20.     | [ 6 ]  |

| Zawodnik                                                                                | Konkurencja                        | Eliminacje                | Ćwierćfinały     | Półfinały        | Finał            | Źródło |
| Zawodnik                                                                                | Konkurencja                        | Przeciwnik Wynik          | Przeciwnik Wynik | Przeciwnik Wynik | Przeciwnik Wynik | Źródło |
| --------------------------------------------------------------------------------------- | ---------------------------------- | ------------------------- | ---------------- | ---------------- | ---------------- | ------ |
| Rubén Etchebarne Cuestas                                                                | Wyścig indywidualny na dochodzenie | P. Isaksson 5:17.11 (12.) | NQ               | NQ               | NQ               | [ 7 ]  |
| Oscar Almada Correa Rubén Etchebarne Cuestas Elio Juárez Rivero Juan José Timón Bettega | Wyścig drużynowy na dochodzenie    | Malezja DNF               | NQ               | NQ               | NQ               | [ 8 ]  |

### Koszykówka
| Zawodnicy        | Faza grupowa       | Faza grupowa              | Faza grupowa      | Faza grupowa              | Faza grupowa     | Faza grupowa      | Faza grupowa     | Faza grupowa                   | Faza grupowa     | O miejsca 5-8.   | O miejsca 5-8.     | Pozycja | Źródło |
| Zawodnicy        | Faza grupowa       | Faza grupowa              | Faza grupowa      | Faza grupowa              | Faza grupowa     | Faza grupowa      | Faza grupowa     | Faza grupowa                   | Faza grupowa     | Półfinał         | O 7. miejsce       | Pozycja | Źródło |
| Zawodnicy        | Przeciwnik Wynik   | Przeciwnik Wynik          | Przeciwnik Wynik  | Przeciwnik Wynik          | Przeciwnik Wynik | Przeciwnik Wynik  | Przeciwnik Wynik | Punkty Bilans meczów i punktów | Pozycja w grupie | Przeciwnik Wynik | Przeciwnik Wynik   | Pozycja | Źródło |
| ---------------- | ------------------ | ------------------------- | ----------------- | ------------------------- | ---------------- | ----------------- | ---------------- | ------------------------------ | ---------------- | ---------------- | ------------------ | ------- | ------ |
| drużyna mężczyzn | Jugosławia P 71-84 | Korea Południowa W 105-64 | Finlandia W 73-55 | Stany Zjednoczone P 28-83 | Brazylia P 68-80 | Australia W 58-57 | Peru W 69-59     | 8 pkt 4-0-3 472-482            | 4.               | Polska P 69-82   | Jugosławia P 55-78 | 8.      | [ 9 ]  |

#### Kadra
| Zawodnik                   | Wiek |
| -------------------------- | ---- |
| Alvaro Roca Despeyroux     | 24   |
| Edison Ciavattone Sampérez | 26   |
| Jorge Maya Dodera          | 20   |
| Julio César Gómez Mateo    | 23   |
| Luis García Guido          | 23   |
| Luis Koster Peña           | 22   |
| Manuel Gadea               | 22   |
| Ramiro de León Ibarra      | 26   |
| Sergio Pisano Pereira      | 23   |
| Waldemar Rial Ferrari      | 24   |
| Walter Márquez Busto       | 27   |
| Washington Poyet Carreras  | 25   |

### Wioślarstwo

#### Mężczyźni
| Zawodnik                                     | Konkurencja     | Eliminacje | Eliminacje | Baraże o finał | Baraże o finał | Finał B | Finał B | Źródło |
| Zawodnik                                     | Konkurencja     | Czas       | Pozycja    | Czas           | Pozycja        | Czas    | Pozycja | Źródło |
| -------------------------------------------- | --------------- | ---------- | ---------- | -------------- | -------------- | ------- | ------- | ------ |
| Mariano Caulín Bujanda Gustavo Pérez Ariztia | Dwójki podwójne | 7:43.79    | 3.         | 7:39.43        | 3. (QB)        | DNS     | DNS     | [ 10 ] |